# Minnie River
Minnie River är en gren av Fitzroy River i Australien. Den ligger i delstaten Western Australia, omkring 1 800 kilometer nordost om delstatshuvudstaden Perth.